# Muzeum Fotografii im. Władysława Bogackiego w Krakowie
Muzeum Fotografii im. Władysława Bogackiego – muzeum w Krakowie prowadzone przez istniejące od 1902 roku Krakowskie Towarzystwo Fotograficzne. Muzeum prowadzone było głównie w formie galerii i przekształcone zostało w placówkę o nazwie Galeria Krakowskie Towarzystwo Fotograficzne „Nafta”. Ta placówka muzealno-galeryjna dała również początek obecnie istniejącemu Muzeum Historii Fotografii w Krakowie. 

## Adres
Galeria Krakowskiego Towarzystwa Fotograficznego NAFTA, ul. Lubicz 25, 30-960 Kraków.